# 노리마키 아라레
노리마키 아라레(송아리)(일본어: 則巻アラレ)는 도리야마 아키라 원작의 만화·애니메이션 시리즈인 《닥터 슬럼프》의 주인공으로,  공학자인 노리마키 센베 박사에 의해 개발된 안드로이드이다. 대한민국에서는 무분별하게 출판된 해적판의 영향으로 '또또', '박초롱', '천송이' 등의 여러 이름으로 알려져 있으나, 대부분 원어명인 '아라레'나 한국어판 애니메이션에서의 이름인 '아리'로 많이 알려져 있다. GU 광고 출연은 나카조 아야미.

## 탄생
원작 만화와 TVA 제1작에서는 센베가 아라레를 만들었다는 내용 이외에는 별다른 구체적인 내용이 없다. 반면 TVA 제2작에서는 센베가 아름다운 외모와 뛰어난 몸매의 가사 도우미 안드로이드를 개발하던 중 낙뢰 사고로 인하여 본의아니게 작은 여자아이의 모습을 한 안드로이드가 탄생하게 되었다는 내용이 있다.

## 특징

#### 외모
아라레의 신장과 몸무게는 원작 만화 기준으로 각각 139 cm, 31 kg이다. 닥터 슬럼프는 다른 만화들에 비해 캐릭터들의 머리 모양이나 머리 색, 옷차림 등 기본적인 생김새에 있어 원작과 리메이크 애니메이션들과의 차이가 큰 편인데, 기본적인 아라레의 외모 설정은 긴 생머리에 큰 안경이며, 그 외에 머리 색이나 옷차림, 신체 비율, 심지어는 안경테의 두께나 재질까지도 원작 및 애니메이션 시리즈 별로 전부 다르다.

#### 성격·성능
안드로이드의 특성상 인간에 비해 상황판단력이 부족하나, 계산력이나 수학적 사고력은 인간에 비해 상당히 높은 편이어서 학교에서는 수학 천재로 인정받고 있다. 언어구사력은 초등학생 정도의 수준으로 웬만한 의사소통에는 문제가 없다. 무엇보다도 아라레의 가장 큰 특징은 지구를 반토막 낼 수 있을 정도의 막강한 힘을 가지고 있는 것인데, 이 때문에 자기 딴에는 사소한 장난을 쳤더라도 실제로는 엄청난 대형 사고로 번지는 경우가 많다. 담임선생님인 미도리가 타지역으로 전근을 가게 된다는 소식을 듣고 울음을 터뜨리면서 떼쓰는 장면을 보면 안드로이드 답지 않게 소녀의 감성을 지니고 있음을 알 수 있다.

## 주변 인물
- 노리마키 센베(: 슬럼프 박사): 아라레의 개발자이자 오빠. 아라레가 사고를 칠 때마다 제일 골머리를 앓는 사람이지만, 아라레에게 큰 도움을 받는 경우가 많다.
- 갓짱(: 피피): 아라레가 공룡으로부터 받은 알에서 태어났으며, 아기 천사의 모습을 하고 있다. 아라레의 곁에 24시간 내내 항상 사이 좋게 붙어 생활하는, 자매와도 다름 없는 관계이다. 아라레의 든든한 조력자이기도 하다.
- 노리마키 미도리(: 홍단비): 아라레의 담임선생님이자 올케. 센베와 결혼하기 전의 이름은 '야마부키 미도리'이다.
- 키미도리 아카네(: 박미리, 강미리), 소라마메 타로(: 서태수), 소라마메 피스케(: 서따지): 아라레의 친구들이다.
- 오봇챠맨(: 도롱이): 아라레의 친구이자, 갓짱과 함께 아라레의 든든한 조력자 역할을 하고 있다. 아라레를 짝사랑하며 아라레와 결혼할 꿈을 꾸고 있으며, 미래에 실제로 아라레와 결혼하게 된다.

## 기타

#### 카메오 출연
《닥터 슬럼프》의 원작자 도리야마 아키라의 또 다른 작품인 《드래곤볼》에도 출연한 적이 있으며, 《드래곤볼》의 주인공인 손오공 또한 《닥터 슬럼프》에 출연한 적이 있다.